# Sigismund Wittenberg
Sigismund Theodor Wittenberg, född 2 maj 1882, död 29 juni 1961, var en finländsk musiker.
På 1930-talet var bröderna Sigismund, Aku och Boris Wittenberg medlemmar av Eugen Malmsténs orkester Rytmi-Pojat, där Sigismund var basist. I den rollen medverkade Wittenberg vid flera grammofoninspelningar med orkestern och Malmstén som solist. Wittenberg och Rytmi-Pojat medverkade 1936 i filmen Rytmiä ja iskelmiä och 1940 i SF-paraati.